# Viggos Vlog
Viggos Vlog er en dansk TV-serie for børn på DR Ultra]. Historien følger den 10-årige dreng, Viggo, som via sin Youtube-kanal vlogger om sit liv. Udover Viggo møder vi hans forældre, søster, bedste ven og skoleklasse.
Historien er opdigtet, og serien er bl.a. optaget med mobiltelefoner og webcam.

## Medvirkende
| Skuespiller               | Rolle       | Beskrivelse |
| ------------------------- | ----------- | ----------- |
| Ludwig Mogensen           | Viggo       |             |
| Heidi Colding-Hansen      | Mor         |             |
| Andreas Vinther Ringsmose | Far         |             |
| Astrid Juncher-Benzon     | Storesøster |             |
| Stine Schrøder Jensen     | Klasselærer |             |
| Albert Fastholm           | Ven         |             |